# Plusiodonta conducens
Plusiodonta conducens là một loài bướm đêm trong họ Noctuidae.